# Tomasz Siemoniak
Tomasz Siemoniak, né le 2 juillet 1967 à Wałbrzych, est un homme d'État polonais membre de la Plate-forme civique (PO). Il est ministre de la Défense nationale entre août 2011 et novembre 2015, et vice-président du Conseil des ministres de septembre 2014 à novembre 2015. Il est ministre de l'Intérieur et de l'Administration de 2024 à 2025.

## Biographie

### Formation et débuts professionnels
Il est diplômé de la faculté de commerce extérieur de l'École centrale de planification et de statistiques (SGPiS). Il est le directeur de la première chaîne de TVP entre 1994 et 1996.

### Ascension politique et professionnelle
Membre initialement du Congrès libéral-démocrate (KLD), il devient adhérent de l'Union pour la liberté (UW) en 1994. Aux élections locales de 1998, il est élu au conseil de Varsovie-Centre. Parallèlement, il dirige le bureau de la presse et de l'information du ministère de la Défense de 1998 à 2000. Il est par ailleurs désigné adjoint au maire de Varsovie en décembre 2000, une charge qu'il détient jusqu'en juillet 2002. En 2001, il intègre la Plate-forme civique (PO).
Il exerce ensuite les fonctions de vice-président du conseil de surveillance de l'Agence polonaise de presse (PAP) jusqu'en 2002. Cette année-là, il rejoint le conseil d'administration de Polskie Radio, où il siège quatre ans. Il est choisi en 2007 comme vice-président de la voïvodie de Mazovie par Adam Struzik.

### De l'administration au gouvernement
Il devient secrétaire d'État du ministère de l'Intérieur et de l'Administration le 26 novembre 2007, dix jours après l'entrée en fonction du nouveau cabinet.
Le 8 août 2011, Tomasz Siemoniak est nommé ministre de la Défense nationale dans le premier gouvernement de coalition du libéral Donald Tusk. Il est reconduit dans ses fonctions le 18 novembre, dans le gouvernement Tusk II. Le 22 septembre 2014, il prend en outre le titre de vice-président du Conseil des ministres dans le gouvernement de coalition de la libérale Ewa Kopacz.

### Membre du Parlement
Pour les élections législatives du 25 octobre 2015, il postule dans la circonscription de Wałbrzych. Il remporte un mandat à la Diète et totalise alors 30 786 votes préférentiels, ce qui en fait le candidat le mieux élu de la circonscription. Du fait d'un changement de majorité, il quitte son ministère le 16 novembre suivant.
Il décide ensuite de se présenter à la présidence de la PO et se retrouve en concurrence avec l'ancien ministre des Affaires étrangères Grzegorz Schetyna. Le 2 janvier 2016, lors d'une conférence de presse conjointe, il annonce se retirer de la course, cinq jours avant la fin du vote. Il explique que « la démocratie en Pologne est dans une situation critique » et que cela appelle à une « unité exceptionnelle » du parti. La procédure électorale poursuit cependant son cours, jusqu'à la proclamation officielle des résultats le 24 janvier.
Il est nommé vice-président de la PO et président du conseil de programme le 26 février 2016.

### Retour au gouvernement
Après le retour de Donald Tusk à la tête du gouvernement, Siemoniak est nommé ministre sans portefeuille, chargé de la coordination des services spéciaux, le 13 décembre 2023. Il devient ministre de l'Intérieur et de l'Administration dans le même gouvernement le 13 mai 2024. Il quitte ce poste en juillet 2025 mais conserve la responsabilité de la coordination des services spéciaux avec le titre de ministre sans portefeuille.